# Mike Brown (hockey sur glace, 1979)
Pour les articles homonymes, voir Mike Brown (hockey sur glace, 1985), Mike Brown et Brown.
Michael W. Brown (né le 27 avril 1979 à Surrey, Colombie-Britannique au Canada) est un joueur professionnel retraité canadien de hockey sur glace.

## Carrière de joueur
Ancien choix de 1re ronde des Panthers de la Floride, il fut impliqué dans la transaction qui envoya entre autres Pavel Boure en Floride lors de la saison 1998-1999. Cette transaction lui permit de jouer quelques parties dans la Ligue nationale de hockey avec le club de sa province natale. Après seulement deux saisons dans l'organisation des Canucks, il passa aux mains des Mighty Ducks d'Anaheim. Il y marquera son unique but dans la LNH mais fur rapidement retourné dans la Ligue américaine de hockey. Il y joua quelques saisons de plus avant de prendre sa retraite au terme de la saison 2005-2006.

## Statistiques
| Saison     | Équipe                     | Ligue      |    | Saison régulière | Saison régulière | Saison régulière | Saison régulière | Saison régulière |   | Séries éliminatoires | Séries éliminatoires | Séries éliminatoires | Séries éliminatoires | Séries éliminatoires |
| Saison     | Équipe                     | Ligue      | PJ | B                | A                | Pts              | Pun              | PJ               | B | A                    | Pts                  | Pun                  |                      |                      |
| 1993-1994  | Panthers de Penticton      | LHCB       | 50 | 52               | 48               | 100              | 100              | -                | - | -                    | -                    | -                    |                      |                      |
| 1994-1995  | Centennials de Merritt     | LHCB       | 45 | 3                | 4                | 7                | 145              | -                | - | -                    | -                    | -                    |                      |                      |
| 1994-1995  | Rebels de Red Deer         | LHOu       | 1  | 0                | 0                | 0                | 0                | -                | - | -                    | -                    | -                    |                      |                      |
| 1995-1996  | Rebels de Red Deer         | LHOu       | 62 | 4                | 5                | 9                | 125              | 10               | 0 | 0                    | 0                    | 18                   |                      |                      |
| 1996-1997  | Rebels de Red Deer         | LHOu       | 70 | 19               | 13               | 32               | 243              | 16               | 1 | 2                    | 3                    | 47                   |                      |                      |
| 1997-1998  | Blazers de Kamloops        | LHOu       | 72 | 23               | 33               | 56               | 305              | 7                | 2 | 1                    | 3                    | 22                   |                      |                      |
| 1998-1999  | Blazers de Kamloops        | LHOu       | 69 | 28               | 16               | 44               | 285              | 15               | 3 | 7                    | 10                   | 68                   |                      |                      |
| 1999-2000  | Crunch de Syracuse         | LAH        | 71 | 13               | 18               | 31               | 284              | 4                | 0 | 0                    | 0                    | 0                    |                      |                      |
| 2000-2001  | Blades de Kansas City      | LIH        | 78 | 14               | 13               | 27               | 214              | -                | - | -                    | -                    | -                    |                      |                      |
| 2000-2001  | Canucks de Vancouver       | LNH        | 1  | 0                | 0                | 0                | 0                | -                | - | -                    | -                    | -                    |                      |                      |
| 2001-2002  | Moose du Manitoba          | LAH        | 31 | 7                | 9                | 16               | 155              | 6                | 0 | 1                    | 1                    | 16                   |                      |                      |
| 2001-2002  | Canucks de Vancouver       | LNH        | 15 | 0                | 0                | 0                | 72               | -                | - | -                    | -                    | -                    |                      |                      |
| 2002-2003  | Mighty Ducks de Cincinnati | LAH        | 27 | 3                | 3                | 6                | 85               | -                | - | -                    | -                    | -                    |                      |                      |
| 2002-2003  | Mighty Ducks d'Anaheim     | LNH        | 16 | 1                | 1                | 2                | 44               | -                | - | -                    | -                    | -                    |                      |                      |
| 2003-2004  | Maple Leafs de Saint-Jean  | LAH        | 21 | 3                | 3                | 6                | 74               | -                | - | -                    | -                    | -                    |                      |                      |
| 2003-2004  | Senators de Binghamton     | LAH        | 38 | 4                | 7                | 11               | 131              | -                | - | -                    | -                    | -                    |                      |                      |
| 2004-2005  | Admirals de Norfolk        | LAH        | 68 | 7                | 8                | 15               | 286              | -                | - | -                    | -                    | -                    |                      |                      |
| 2005-2006  | Admirals de Norfolk        | LAH        | 53 | 2                | 13               | 15               | 146              | 1                | 0 | 0                    | 0                    | 17                   |                      |                      |
| 2005-2006  | Blackhawks de Chicago      | LNH        | 2  | 0                | 1                | 1                | 9                | -                | - | -                    | -                    | -                    |                      |                      |
| Totaux LNH | Totaux LNH                 | Totaux LNH | 34 | 1                | 2                | 3                | 130              | -                | - | -                    | -                    | -                    |                      |                      |

## Transactions en carrière
- 17 janvier 1999 : échangé aux Canucks de Vancouver par les Panthers de la Floride avec Dave Gagner, Ed Jovanovski, Kevin Weekes et un choix de 1re ronde (Nathan Smith) lors du repêchage d'entrée dans la LNH en 2000 en retour de Pavel Bure, Brad Ference, Bret Hedican et d'un choix de 3e ronde lors du repêchage d'entrée dans la LNH en 2000.
- 11 octobre 2002 : réclamé au ballotage par les Mighty Ducks d'Anaheim des Canucks de Vancouver.